# Sexualidade na adolescência
A sexualidade do adolescente é uma fase do desenvolvimento humano em que os adolescentes experimentam e exploram as sensações sexuais. O interesse pela sexualidade se intensifica durante o início da puberdade, e a sexualidade costuma ser um aspecto vital da vida dos adolescentes. Em humanos, o interesse sexual pode ser expresso de várias maneiras, como flertar, beijar, masturbar-se ou fazer sexo com um parceiro. O interesse sexual entre adolescentes, como entre adultos, pode variar muito e é influenciado por normas e costumes culturais, educação sexual, bem como educação sexual abrangente fornecida, orientação sexual e controles sociais, como leis de idade de consentimento .
A atividade sexual em geral está associada a vários riscos. Os riscos da relação sexual incluem gravidez indesejada e contrair uma infecção sexualmente transmissível, como HIV/AIDS, que pode ser reduzida com a disponibilidade e uso de preservativo ou adoção de outras práticas sexuais seguras. Os contraceptivos reduzem especificamente a chance de gravidez.
Os riscos são maiores para adolescentes jovens porque seus cérebros não são neurologicamente maduros. Várias regiões do cérebro no lobo frontal do córtex cerebral e no hipotálamo que são consideradas importantes para o autocontrole, a gratificação retardada, a análise de risco e a apreciação não estão totalmente maduras. A área do córtex pré-frontal do cérebro humano não está totalmente desenvolvida até o início dos 20 anos ou por volta dos 25 anos. Parcialmente, por causa disso, os adolescentes geralmente são menos equipados do que os adultos para tomar decisões acertadas e antecipar as consequências do comportamento sexual, embora os estudos de imagens cerebrais e de correlação comportamental em adolescentes tenham sido criticados por não serem causais, portanto, possivelmente reafirmando preconceitos culturais .

## Desenvolvimento da sexualidade
A sexualidade adolescente começa na puberdade. O processo de maturação sexual produz interesse sexual e estimula os processos de pensamento. O comportamento sexual subsequente começa com a secreção de hormônios do hipotálamo e da glândula pituitária anterior . Esses hormônios atingem os órgãos sexuais e iniciam sua maturação. Níveis crescentes de andrógeno e estrógeno têm efeito nos processos de pensamento dos adolescentes e foram descritos como estando na mente de "quase todos os adolescentes durante boa parte do tempo".
Embora a maioria das adolescentes do sexo feminino comece seu processo de maturação sexual de maneiras normais e previsíveis, pode haver preocupações por parte dos pais e médicos se o seguinte se tornar evidente:
- menstruação dolorosa
- dor pélvica crônica
- obstrução parcial do fluxo vaginal / hímen imperfurado
- possíveis defeitos anatômicos[8]

## Visualizações sobre atividade sexual
Um estudo de 1996 documentou as entrevistas de uma amostra de alunos do ensino fundamental nos Estados Unidos. As meninas eram menos propensas a afirmar que já fizeram sexo do que os meninos adolescentes. Entre meninos e meninas que tiveram relações sexuais, a proporção de meninas e meninos que tiveram relações sexuais recentemente e eram sexualmente ativos regularmente era a mesma. Os que conduziram o estudo especularam que menos meninas dizem que já fizeram sexo porque elas consideram a paternidade adolescente um problema maior do que os meninos. As meninas eram consideradas mais restritas em suas atitudes sexuais; eram mais propensos do que os meninos a acreditar que seriam capazes de controlar seus impulsos sexuais. As meninas tiveram uma associação mais negativa em como ser sexualmente ativo pode afetar seus objetivos futuros. Em geral, as meninas disseram que sentiram menos pressão dos colegas para começar a fazer sexo, enquanto os meninos relataram sentir mais pressão.
Um estudo posterior questionou as atitudes dos adolescentes. Quando questionadas sobre a abstinência, muitas meninas relataram que se sentiam em conflito. Eles estavam tentando equilibrar a manutenção de uma boa reputação com a tentativa de manter um relacionamento romântico e o desejo de se comportar de maneira adulta. Os meninos viam o sexo como capital social . Muitos meninos acreditavam que seus colegas do sexo masculino abstinentes não subiriam tão facilmente na escala social como os meninos sexualmente ativos. Alguns meninos disseram que, para eles, os riscos que podem advir de fazer sexo não são tão graves quanto os riscos sociais que podem advir de permanecerem abstinentes.

### Conceitos sobre a perda da virgindade
Nos Estados Unidos, programas ordenados pelo governo federal começaram em 1980 e promoveram a abstinência de relações sexuais de adolescentes, o que resultou em adolescentes voltando-se para o sexo oral, o que cerca de um terço dos adolescentes considerou uma forma de abstinência em um estudo.
Até o primeiro ato sexual, os adolescentes geralmente veem a virgindade de uma das seguintes maneiras: como um presente, um estigma ou uma etapa normal do desenvolvimento. As meninas costumam pensar na virgindade como um presente, enquanto os meninos pensam na virgindade como um estigma. Em entrevistas, as meninas disseram que consideravam dar a alguém a virgindade como um presente muito especial. Por causa disso, muitas vezes esperavam algo em troca, como maior intimidade emocional com seus parceiros ou a virgindade de seus parceiros. No entanto, eles muitas vezes se sentiam impotentes por causa disso; muitas vezes não sentiam que realmente recebiam o que esperavam em troca e isso os fazia sentir que tinham menos poder em seu relacionamento. Eles sentiram que haviam desistido de algo e não sentiram que essa ação foi reconhecida.
Pensar na virgindade como um estigma enfraqueceu muitos meninos porque eles se sentiram profundamente envergonhados e muitas vezes tentaram esconder o fato de que eram virgens de seus parceiros, o que para alguns resultou em seus parceiros provocando-os e criticando-os sobre suas técnicas sexuais limitadas. As meninas que viam a virgindade como um estigma não vivenciaram essa vergonha. Mesmo que pensassem na virgindade como um estigma, essas garotas acreditavam que a sociedade valorizava sua virgindade por causa do estereótipo de que as mulheres são sexualmente passivas. Isso, disseram, tornou mais fácil para eles perderem a virgindade quando quisessem, porque sentiam que a sociedade tinha uma visão mais positiva sobre as mulheres virgens e que isso pode tê-las tornado sexualmente atraentes. Pensar em perder a virgindade como parte de um processo natural de desenvolvimento resultou em menos desequilíbrio de poder entre meninos e meninas, porque esses indivíduos se sentiam menos afetados por outras pessoas e tinham mais controle de sua experiência sexual individual. Os meninos adolescentes, no entanto, eram mais propensos do que as meninas a ver a perda da virgindade como um aspecto positivo de sua sexualidade, porque é mais aceita pelos pares.

## Comportamento

### Controle de natalidade
Em 2002, foi realizada uma pesquisa em nações europeias sobre o comportamento sexual de adolescentes. Em uma amostra de jovens de 15 anos de 24 países, a maioria dos participantes relatou não ter tido relações sexuais. Entre as sexualmente ativas, a maioria (82,3%) fez uso de métodos anticoncepcionais na última relação sexual.
Um estudo dinamarquês representativo nacionalmente descobriu que adolescentes que usam a forma mais comum de pílulas anticoncepcionais, pílulas anticoncepcionais combinadas com estrogênio e progesterona, têm 80% mais probabilidade de receber prescrição de um antidepressivo do que meninas que não estavam tomando anticoncepcionais. Meninas que tomam pílulas só de progestógeno são 120% mais prováveis.  O risco de depressão é triplicado para adolescentes que usam formas não orais de contracepção hormonal.

### Funcionamento sexual do adolescente: semelhanças e diferenças de gênero
Lucia O'Sullivan e seus colegas estudaram o funcionamento sexual de adolescentes: eles compararam uma amostra de adolescentes com uma amostra de adultos e não encontraram diferenças significativas entre elas. Desejo, satisfação e funcionamento sexual foram geralmente altos entre a amostra de participantes (com idade entre 17 e 21 anos). Além disso, não foram encontradas diferenças significativas de gênero na prevalência de disfunção sexual. Em termos de problemas com o funcionamento sexual mencionados pelos participantes neste estudo, os problemas mais comuns listados para os homens foram sentir ansiedade em relação ao desempenho sexual (81,4%) e ejaculação precoce (74,4%). Outros problemas comuns incluem problemas de ereção e dificuldades com a ejaculação. Geralmente, a maioria dos problemas não era experimentada de forma crônica. Os problemas comuns para as meninas incluíram dificuldades com o clímax sexual (86,7%), não se sentir sexualmente interessado durante uma situação sexual (81,2%), lubrificação vaginal insatisfatória (75,8%), ansiedade em relação ao sexo (75,8%) e relações sexuais dolorosas (25,8%) . A maioria dos problemas listados pelas meninas não eram problemas persistentes. No entanto, a incapacidade de sentir orgasmo parecia ser um problema persistente para alguns participantes.
Os autores detectaram quatro tendências durante suas entrevistas: o prazer sexual aumentou com a quantidade de experiência sexual que os participantes tiveram; aqueles que tiveram dificuldades sexuais eram tipicamente evitadores de sexo; alguns participantes continuaram a se envolver em atividades sexuais regulares, mesmo que tivessem pouco interesse; e, por último, muitos sentiram dor ao se envolverem em atividades sexuais se sentissem pouca excitação.
Outro estudo descobriu que não era incomum para meninas adolescentes em relacionamentos relatarem que sentiam pouco desejo de se envolver em atividades sexuais quando estavam em um relacionamento. No entanto, muitas meninas se envolvem em atividades sexuais, mesmo que não o desejem, para evitar o que elas acham que pode prejudicar seus relacionamentos. O pesquisador afirma que isso pode ser devido à pressão da sociedade para que as meninas sejam "boas meninas"; a pressão para serem "boas" pode fazer as adolescentes pensarem que não devem sentir desejo como os meninos. Mesmo quando as meninas diziam que sentiam desejo sexual, elas diziam que sentiam que não deveriam e muitas vezes tentavam encobrir seus sentimentos. Este é um exemplo de como as expectativas da sociedade sobre gênero podem afetar o funcionamento sexual do adolescente.

### No Brasil
A idade média em que os brasileiros perdem a virgindade é de 17,4 anos, o segundo menor número nos países pesquisados (a primeira foi a Áustria), de acordo com a pesquisa de 2007 que encontrou esses resultados, e eles também tiveram baixa classificação no uso de preservativos na primeira vez, em 47,9% (para surpresa dos pesquisadores, as pessoas de nível socioeconômico mais baixo tinham muito mais probabilidade de fazê-lo do que as de nível mais alto). 58,4% das mulheres relataram que estavam em um relacionamento sério, contra apenas 18,9% dos homens (os costumes tradicionais das culturas mediterrâneas tendem a impor fortemente sobre a habilidade sexual masculina igualando virilidade e qualidade feminina sendo castidade e pureza no casamento), e pontuou entre os países onde as pessoas têm sentimentos mais positivos sobre a primeira vez, sentindo prazer e mais maduras depois (versus as atitudes mais negativas vindas do Japão).
Em outra pesquisa, que lidera o ranking internacional, 29,6% dos homens brasileiros perderam a virgindade antes dos 15 anos (contra 8,8% das mulheres), mas a média é realmente perder a virgindade aos 16,5 anos e casar aos 24 anos para os homens, e perder a virgindade aos 18,5 anos de idade e casando-se aos 20 anos para mulheres.  Estes não diferem muito dos números nacionais. Em 2005, 80% dos adolescentes perderam a virgindade antes do décimo sétimo aniversário, e cerca de 1 em cada 5 novos filhos no país nasceu de uma mãe adolescente,  onde o número de filhos por mulher é de apenas 1,7 em média, abaixo da reposição natural e a terceira mais baixa em países independentes das Américas, depois de Canadá e Cuba.
Um relatório de 2013 por meio de estatísticas nacionais de alunos da última série antes do ensino médio, com idade em geral (86%) de 13 a 15 anos, descobriu que 28,7% deles já haviam perdido a virgindade, com dados demográficos de 40,1% dos meninos e 18,3% dos as meninas reduziram sua taxa desde a última pesquisa, em 2009, que encontrou resultados de 30,5% no geral, 43,7% nos meninos e 18,7% nas meninas. Ainda sobre a pesquisa de 2013, 30,9% dos que estudam na escola pública já foram iniciados sexualmente, contra 18% nas privadas; 24,7% das adolescentes iniciadas sexualmente não usaram preservativo em sua última atividade sexual (22,9% dos meninos, 28,2% das meninas), apesar de no ambiente escolar 89,1% delas receberem orientações sobre DST, 69,7% receber orientações de onde adquirir preservativos gratuitamente (como parte de uma campanha de saúde pública do governo brasileiro) e 82,9% já ouviram falar de outras formas de métodos anticoncepcionais.

### No Canadá
Um grupo de pesquisadores canadenses descobriu uma relação entre auto-estima e atividade sexual. Eles descobriram que os alunos, especialmente meninas, que foram abusados verbalmente por professores ou rejeitados por seus colegas tinham mais probabilidade do que outros alunos de fazer sexo no final da 7ª série. Os pesquisadores especulam que a baixa auto-estima aumenta a probabilidade de atividade sexual: "a baixa auto-estima parece explicar a ligação entre a rejeição dos colegas e o sexo precoce. Meninas com baixa autoimagem podem ver o sexo como uma forma de se tornar 'popular', de acordo com os pesquisadores ”.

### Na Índia
Na Índia, há evidências crescentes de que os adolescentes estão se tornando mais sexualmente ativos. Teme-se que isso leve a um aumento na disseminação do HIV/AIDS entre os adolescentes, aumente o número de gravidezes indesejadas e abortos, e dê origem a conflitos entre os valores sociais contemporâneos. Os adolescentes têm um acesso relativamente ruim a cuidados de saúde e educação. Com normas culturais contrárias ao comportamento sexual extraconjugal, RS Goyal teme que "essas implicações possam adquirir dimensões ameaçadoras para a sociedade e a nação".
Motivação e frequência

Relações sexuais fora do casamento não são incomuns entre meninos e meninas adolescentes na Índia. Em um estudo aleatório com 100 casais, o melhor preditor de se uma garota estaria ou não fazendo sexo é se seus amigos estivessem envolvidos nas mesmas atividades. Para as meninas cujos amigos mantinham relacionamento físico com um menino, 84,4% tinham o mesmo comportamento. Apenas 24,8% das meninas cujos amigos não mantinham relacionamento físico o tinham. Nas áreas urbanas, 25,2% das meninas já tiveram relações sexuais e nas áreas rurais 20,9%. Melhores indicadores sobre se as meninas estavam ou não fazendo sexo eram o emprego e a situação escolar. As meninas que não frequentavam a escola tinham 14,2% (17,4% v. 31,6%) mais chances de fazer sexo; para as meninas que tinham emprego esse número era de 14,4% (36,0% v. 21,6%).
No meio sociocultural indiano, as meninas têm menos acesso ao amor dos pais, escolas, oportunidades de autodesenvolvimento e liberdade de movimento do que os meninos. Tem sido argumentado que eles podem se rebelar contra essa falta de acesso ou buscar afeto por meio de relacionamentos físicos com meninos. Embora os dados reflitam tendências para apoiar essa teoria, eles são inconclusivos. A liberdade de comunicação com os meninos adolescentes era restrita às meninas, independentemente de elas morarem em um ambiente urbano ou rural, e independentemente de freqüentarem a escola ou não. Mais meninas urbanas do que rurais discutiam sexo com seus amigos. Aqueles que não o fizeram podem ter sentido que "o assunto da sexualidade em si é considerado um 'assunto adulto' e um tabu ou pode ser que alguns entrevistados tenham medo de revelar tais informações pessoais."
Uso anticoncepcional

Entre as meninas indianas, Goyal afirma que "os equívocos sobre sexo, sexualidade e saúde sexual eram grandes. No entanto, os adolescentes que têm relações sexuais foram um pouco melhor informados sobre as fontes de propagação de doenças sexualmente transmissíveis e HIV / AIDS ". Enquanto 40% das meninas sexualmente ativas sabiam que os preservativos podem ajudar a prevenir a propagação do HIV / AIDS e reduzir a probabilidade de gravidez, apenas 10,5% usaram preservativo na última vez que tiveram relações sexuais.

### Na Holanda
De acordo com o Advocates for Youth, a taxa de gravidez na adolescência nos Estados Unidos é quatro vezes maior do que na Holanda. Em comparação, no documentário Let's Talk About Sex, um fotógrafo chamado James Houston viaja de Los Angeles para DC e para a Holanda. Na Holanda, ele contrasta as atitudes europeias e americanas em relação ao sexo. Das taxas de HIV às contemplações da paternidade adolescente na América, Houston retrata uma sociedade na qual os Estados Unidos e a Holanda diferem.
A maioria dos pais holandeses pratica a leniência vigilante, na qual eles têm um forte vínculo familiar e estão abertos a permitir que seus filhos tomem suas próprias decisões.
Gezelligheid é um termo usado por muitos adolescentes holandeses para descrever seu relacionamento com a família. A atmosfera é aberta e há pouca coisa que não seja discutida entre pais e filhos.
Amy Schalet, autora de Not Under My Roof: Parents, Teens, and the Culture of Sex, discute em seu livro como as práticas dos pais holandeses fortalecem seus laços com os filhos. Os adolescentes se sentem mais à vontade com sua sexualidade e discutem com seus pais sobre isso. A maioria dos pais holandeses se sente confortável permitindo que seus filhos adolescentes passem a noite com seu parceiro.

## Atração pelo mesmo sexo entre adolescentes
Meninas e meninos adolescentes que se sentem atraídos por outras pessoas do mesmo sexo são fortemente afetados por seus arredores, pois os adolescentes muitas vezes decidem expressar suas sexualidades ou mantê-las em segredo, dependendo de certos fatores em suas sociedades. Esses fatores afetam meninas e meninos de maneiras diferentes. Se as escolas e religiões femininas são contra a atração pelo mesmo sexo, eles representam os maiores obstáculos para as meninas que experimentam a atração pelo mesmo sexo. Esses fatores não foram listados como afetando tanto os meninos. Os pesquisadores sugerem que talvez seja porque não apenas algumas religiões são contra a atração pelo mesmo sexo, mas também incentivam os papéis tradicionais das mulheres e não acreditam que as mulheres possam desempenhar esses papéis como lésbicas. As escolas podem afetar mais as meninas do que os meninos porque grande ênfase é colocada nas meninas para namorar meninos, e muitas atividades escolares dão grande importância à heterossexualidade (como líderes de torcida). Além disso, a ideia de não se conformar aos papéis típicos do gênero masculino inibia muitos meninos de expressarem abertamente sua atração pelo mesmo sexo. A preocupação de se conformar aos papéis de gênero não inibiu tanto as meninas de expressar suas preferências pelo mesmo gênero, porque a sociedade geralmente é mais flexível quanto à sua expressão de gênero.
Pesquisadores como Lisa Diamond estão interessados em como alguns adolescentes se afastam das normas socialmente construídas de gênero e sexualidade. Ela descobriu que algumas meninas, quando confrontadas com a opção de escolher "heterossexual", "atração pelo mesmo sexo" ou "bissexual", preferiam não escolher um rótulo porque seus sentimentos não se encaixavam em nenhuma dessas categorias.

## Infecções sexualmente transmissíveis
Os adolescentes têm as taxas mais altas de infecções sexualmente transmissíveis (ISTs) quando comparados aos grupos mais velhos. Adolescentes sexualmente ativos têm maior probabilidade de acreditar que não contraem uma infecção sexualmente transmissível do que os adultos. Os adolescentes têm maior probabilidade de ter um parceiro infectado e menos probabilidade de receber cuidados de saúde quando há suspeita de uma IST. Eles também são menos propensos a aderir ao tratamento para uma IST. A coinfecção é comum entre adolescentes.
Uma IST pode ter um grande efeito fisiológico e psicológico negativo em um adolescente. O objetivo do pediatra é o diagnóstico e tratamento precoces. O tratamento precoce é importante para prevenir complicações médicas e infertilidade. A prevenção de DSTs deve ser uma prioridade para todos os profissionais de saúde para adolescentes. O diagnóstico de uma IST inicia a avaliação das ISTs concomitantes e a notificação e tratamento dos parceiros sexuais. Alguns estados nos EUA exigem a notificação de DSTs ao departamento de saúde do estado.

## Influência da mídia
A mídia moderna contém mais mensagens sexuais do que no passado e os efeitos sobre o comportamento sexual dos adolescentes permanecem relativamente desconhecidos. Apenas 9% das cenas de sexo em 1.300 programas de rede a cabo discutem e lidam com as consequências negativas do comportamento sexual. A Internet pode ainda fornecer aos adolescentes informações precárias sobre questões de saúde, sexualidade e violência sexual.
Um estudo sobre o exame de mensagens sexuais em programas de TV populares descobriu que 2 em cada 3 programas continham ações relacionadas com sexo. 1 de 15 programas incluía cenas de relações sexuais propriamente ditas. Os programas apresentavam uma variedade de mensagens sexuais, incluindo personagens falando sobre quando queriam fazer sexo e como usar o sexo para manter um relacionamento vivo. Alguns pesquisadores acreditam que os adolescentes podem usar essas mensagens, bem como as ações sexuais que veem na TV em sua própria vida sexual.
Os resultados de um estudo realizado por Deborah Tolman e seus colegas indicaram que a exposição dos adolescentes à sexualidade na televisão em geral não afeta diretamente seus comportamentos sexuais, mas é o tipo de mensagem que eles veem que tem mais impacto. Os estereótipos de gênero representados em cenas sexuais na TV tiveram um grande efeito sobre os adolescentes. As meninas sentiram que tinham menos controle sobre sua sexualidade ao verem os homens objetivando as mulheres e não valorizando o compromisso. O estudo discutiu o risco das mulheres internalizarem essa mensagem e espalharem a ideia de que não há problema em ser fraca e responder aos homens o tempo todo. No entanto, as meninas que viram mulheres na TV que refutaram os avanços sexuais dos homens geralmente se sentiam mais à vontade para falar sobre suas próprias necessidades sexuais em suas experiências sexuais, além de se defenderem. Eles se sentiam confortáveis estabelecendo limites sexuais e, portanto, tinham mais controle sobre sua sexualidade. Os achados para meninos foram menos claros; aqueles que viram homens dominantes e agressivos tiveram menos experiências sexuais.
No entanto, alguns estudiosos argumentaram que tais alegações de efeitos da mídia foram prematuras. Além disso, de acordo com estatísticas de saúde do governo dos EUA, os adolescentes atrasaram o início da relação sexual nos últimos anos, apesar do aumento da quantidade de mídia sexual.
Um estudo de 2008 queria descobrir se havia alguma correlação entre o conteúdo sexual mostrado na mídia e a gravidez na adolescência. A pesquisa mostrou que adolescentes que viram altos níveis de conteúdo sexual tinham duas vezes mais chances de engravidar em três anos em comparação com os adolescentes que não foram expostos a tanto conteúdo sexual. O estudo concluiu que a maneira como a mídia retrata o sexo tem um grande efeito na sexualidade adolescente.

## Gravidez na adolescência
Meninas adolescentes tornam-se férteis após a menarca (primeira menstruação), que normalmente ocorre entre 11 e 12 anos. Após a menarca, a relação sexual (especialmente sem contracepção ) pode levar à gravidez . A adolescente grávida pode então ter um aborto espontâneo, fazer um aborto ou levar a criança a termo.
As adolescentes grávidas enfrentam muitos dos mesmos problemas de parto que as mulheres na casa dos 20 e 30 anos. No entanto, existem preocupações médicas adicionais para as mães mais jovens, particularmente aquelas com menos de 15 anos e aquelas que vivem em países em desenvolvimento. Por exemplo, a fístula obstétrica é um problema particular para mães muito jovens em regiões mais pobres. Para mães entre 15 e 19 anos, os riscos estão mais associados a fatores socioeconômicos do que aos efeitos biológicos da idade. No entanto, pesquisas têm mostrado que o risco de baixo peso ao nascer está ligado à própria idade biológica, como foi observado em partos na adolescência, mesmo após o controle de outros fatores de risco (como utilização de pré-natal etc. )
Em todo o mundo, as taxas de nascimentos de adolescentes variam amplamente. Por exemplo, a África Subsaariana tem uma alta proporção de mães adolescentes, enquanto os países asiáticos industrializados, como Coreia do Sul e Japão, têm taxas muito baixas. A gravidez na adolescência em países desenvolvidos geralmente ocorre fora do casamento e carrega um estigma social ; mães adolescentes e seus filhos em países desenvolvidos apresentam níveis educacionais mais baixos, taxas mais altas de pobreza e outros "resultados de vida" mais pobres em comparação com mães mais velhas e seus filhos. No mundo em desenvolvimento, a gravidez na adolescência geralmente ocorre dentro do casamento e não traz esse estigma.

## Aspectos legais

Idades de consentimento para sexo heterossexual por país - puberdade - menos de 12 - 12 - 13 - 14 - 15 - 16 - 17 - 18 - 19 - 20 - 21+ - varia por estado / província / região / território - deve ser casado(a) - sem lei - nenhum dado disponível

A conduta sexual entre adultos / adolescentes e adolescentes com idade inferior à idade local de consentimento é ilegal e, em alguns países islâmicos, qualquer tipo de atividade sexual fora do casamento é proibida. Em muitas jurisdições, a relação sexual entre adolescentes com uma grande diferença de idade não é proibida. Em todo o mundo, a idade média de consentimento é de 16 anos, mas varia entre 12 anos em Angola, 16 anos na Espanha e Canadá e 16-18 anos nos Estados Unidos . Em algumas jurisdições, a idade de consentimento para atos homossexuais pode ser diferente daquela para atos heterossexuais. A idade de consentimento em uma jurisdição específica é geralmente igual à maioridade ou vários anos mais jovem. A idade em que se pode casar legalmente às vezes também é diferente da idade legal de consentimento.
As relações sexuais com uma pessoa abaixo da idade de consentimento são geralmente um crime na jurisdição em que o ato foi cometido, com punições que variam de multas simbólicas a prisão perpétua. Muitos termos diferentes existem para as acusações feitas e incluem estupro legal, conhecimento carnal ilegal ou corrupção de um menor. Em alguns casos, a atividade sexual com alguém acima da idade legal de consentimento, mas abaixo da maioridade, pode ser punida sob as leis contra contribuir para a delinquência de um menor .

## Influência social

### Perspectiva construcionista social
A perspectiva construcionista social (ver construcionismo social para uma definição geral) sobre a sexualidade adolescente examina como poder, cultura, significado e gênero interagem para afetar a sexualidade dos adolescentes. Essa perspectiva está intimamente ligada ao feminismo e à teoria queer . Aqueles que acreditam na perspectiva construcionista social afirmam que os significados atuais que a maioria das pessoas em nossa sociedade vincula à sexualidade feminina e masculina são na verdade uma construção social para manter pessoas heterossexuais e privilegiadas no poder.
Pesquisadores interessados em explorar a sexualidade adolescente usando essa perspectiva normalmente investigam como gênero, raça, cultura, status socioeconômico e orientação sexual afetam como o adolescente entende sua própria sexualidade. Um exemplo de como o gênero afeta a sexualidade é quando as meninas adolescentes afirmam que acreditam que o sexo é um método usado para manter relacionamentos quando os meninos estão emocionalmente indisponíveis. Por serem meninas, elas acreditam que devem se envolver em comportamento sexual para agradar seus namorados.

### Perspectiva feminista desenvolvimentista
A perspectiva feminista desenvolvimentista está intimamente ligada à perspectiva construcionista social. Está especificamente interessado em como as normas de gênero da sociedade afetam o desenvolvimento do adolescente, especialmente para meninas. Por exemplo, alguns pesquisadores do tópico defendem a visão de que as adolescentes ainda são fortemente afetadas pelos papéis de gênero impostos a elas pela sociedade e que isso, por sua vez, afeta sua sexualidade e comportamento sexual. Deborah Tolman é uma defensora desse ponto de vista e afirma que as pressões sociais para serem "boas" fazem com que as meninas prestem mais atenção ao que pensam que os outros esperam delas do que olhar para dentro de si mesmas para compreender sua própria sexualidade. Tolman afirma que as meninas aprendem a objetivar seus próprios corpos e acabam pensando em si mesmas como objetos de desejo. Isso faz com que muitas vezes vejam seus próprios corpos como os outros o veem, o que faz com que tenham uma sensação de desligamento de seus corpos e de suas sexualidades. Tolman chama isso de processo de desencarnação. Esse processo deixa as meninas inseguras sobre seus próprios desejos e necessidades sexuais, porque se concentram muito no que as outras pessoas esperam delas, e não no que sentem por dentro.
Outra maneira pela qual os papéis de gênero afetam a sexualidade adolescente é considerada o duplo padrão sexual. Este duplo padrão ocorre quando outros julgam as mulheres por se envolverem em sexo antes do casamento e por abraçarem sua sexualidade, enquanto os homens são recompensados pelo mesmo comportamento. É um padrão duplo porque os gêneros estão se comportando de maneira semelhante, mas estão sendo julgados de maneira diferente por suas ações devido ao gênero. Um exemplo disso pode ser visto na pesquisa de Tolman quando ela entrevista meninas sobre suas experiências com suas sexualidades. Nas entrevistas de Tolman, as meninas que procuravam sexo porque desejavam sentiam que tinham que encobrir para não ser julgadas por outras pessoas em sua escola (por exemplo, culpavam o comportamento sexual de beber). Eles tinham medo de serem vistos negativamente por desfrutar de sua sexualidade. Muitas meninas estavam, portanto, tentando encontrar suas próprias soluções (como culpar seu comportamento sexual em outra coisa ou silenciar seus próprios desejos e escolher não se envolver em comportamento sexual) para um problema que é realmente causado por desequilíbrios de poder entre os gêneros em nossas sociedades. Outra pesquisa mostrou que as meninas estavam cansadas de ser julgadas por seu comportamento sexual por causa de seu gênero. No entanto, mesmo essas meninas foram fortemente afetadas pelos papéis sociais de gênero e raramente falavam sobre seus próprios desejos e, em vez disso, falavam sobre como "estar pronta" (em vez de experimentar o desejo) determinaria seus encontros sexuais.
O'Sullivan e seus colegas avaliaram 180 meninas com idades entre 12 e 14 anos em suas percepções sobre como seriam seus primeiros encontros sexuais; muitas meninas relataram sentir emoções negativas em relação ao sexo antes da primeira vez. Os pesquisadores acham que isso ocorre porque as adolescentes aprendem que a sociedade vê o sexo adolescente antes do casamento em termos negativos. Quando relataram sentimentos positivos, o mais comumente listado foi sentir-se atraente. Isso mostra quantas meninas objetivam seus próprios corpos e muitas vezes pensam sobre isso antes de pensarem em seus próprios desejos e necessidades sexuais.
Os pesquisadores descobriram que ter um irmão mais velho, especialmente um irmão mais velho, afetava a forma como as meninas viam o sexo e a sexualidade. Meninas com irmãos mais velhos tinham pontos de vista mais tradicionais sobre a sexualidade e disseram que estavam menos interessadas em buscar sexo, bem como menos interessadas em responder aos avanços sexuais de meninos em comparação com meninas sem irmãos mais velhos. Os pesquisadores acreditam que isso ocorre porque os irmãos mais velhos modelam os papéis de gênero, então meninas com irmãos mais velhos (especialmente irmãos) podem ter visões mais tradicionais de como a sociedade diz que meninas e meninos deveriam ser; meninas com irmãos mais velhos podem acreditar que a relação sexual é principalmente para ter filhos, e não para obter prazer sexual. Essa visão tradicional pode inibi-los de se concentrar em suas próprias sexualidades e desejos, e pode mantê-los restritos aos papéis de gênero prescritos pela sociedade.

### Aprendizagem social e o autoconceito sexual
O desenvolvimento de um autoconceito sexual é uma etapa importante do desenvolvimento durante a adolescência. É quando os adolescentes tentam dar sentido e organizar suas experiências sexuais de forma que possam compreender as estruturas e motivações subjacentes de seu comportamento sexual. Este autoconceito sexual ajuda os adolescentes a organizar suas experiências passadas, mas também lhes dá informações para usar em seus pensamentos e experiências sexuais atuais e futuras. O autoconceito sexual afeta o comportamento sexual de homens e mulheres, mas também afeta o desenvolvimento de relacionamentos para mulheres.  O desenvolvimento do autoconceito sexual de uma pessoa pode ocorrer antes mesmo do início das experiências sexuais. Uma parte importante do autoconceito sexual é a estima sexual, que inclui a forma como alguém avalia sua sexualidade (incluindo seus pensamentos, emoções e atividades sexuais). Outro aspecto é a ansiedade sexual; isso inclui as avaliações negativas de sexo e sexualidade.  O autoconceito sexual não é desenvolvido apenas a partir de experiências sexuais; tanto meninas quanto meninos podem aprender com uma variedade de interações sociais, como família, programas de educação sexual, representações na mídia e com seus amigos e colegas. Meninas com um autoesquema positivo são mais propensas a serem liberais em suas atitudes em relação ao sexo, são mais propensas a se verem como apaixonadas e abertas à experiência sexual e são mais propensas a classificar as experiências sexuais como positivas. Seus pontos de vista sobre os relacionamentos mostram que eles dão grande importância ao romance, ao amor e à intimidade. As meninas que têm uma visão mais negativa costumam dizer que se sentem constrangidas com sua sexualidade e veem os encontros sexuais de forma mais negativa. O autoconceito sexual de meninas com pontos de vista mais negativos é altamente influenciado por outras pessoas; as das meninas que têm pontos de vista mais positivos são menos.
Os meninos estão menos dispostos a afirmar que têm sentimentos negativos sobre o sexo do que as meninas quando descrevem seus esquemas sexuais. Os meninos não são divididos em autoconceitos sexuais positivos e negativos; eles são divididos em esquemáticos e não esquemáticos (um esquema é um agrupamento de ideias sobre um processo ou aspecto do mundo; ver esquema ). Os meninos sexualmente esquemáticos são mais experientes sexualmente, apresentam níveis mais elevados de excitação sexual e são mais capazes de vivenciar sentimentos românticos. Os meninos que não são esquemáticos têm menos parceiros sexuais, uma gama menor de experiências sexuais e são muito menos propensos que os homens esquemáticos a ter um relacionamento romântico.
Ao comparar os autoconceitos sexuais de meninas e meninos adolescentes, os pesquisadores descobriram que os meninos apresentavam baixa autoestima sexual e maior ansiedade sexual. Os meninos afirmaram ser menos capazes de recusar ou resistir ao sexo em maior proporção do que as meninas relataram ter dificuldade com isso. Os autores afirmam que isso pode ser porque a sociedade dá tanta ênfase em ensinar as meninas como resistir ao sexo, que os meninos não aprendem essas habilidades e são menos capazes de usá-las quando querem dizer não ao sexo. Eles também explicam como o estereótipo da sociedade de que os meninos estão sempre prontos para desejar sexo e ser excitados pode contribuir para o fato de que muitos meninos podem não se sentir confortáveis resistindo ao sexo, porque é algo que a sociedade diz que eles deveriam querer. Como a sociedade espera que os meninos adolescentes sejam assertivos, dominantes e no controle, eles são limitados em como acham que é apropriado agir em um relacionamento romântico. Muitos meninos sentem baixa auto-estima quando não conseguem atingir esses ideais hiper-masculinos que a sociedade diz que deveriam. Além disso, não há muita orientação sobre como os meninos devem agir nos relacionamentos e muitos meninos não sabem como manter sua masculinidade e, ao mesmo tempo, ser autênticos e ter afeto recíproco em seus relacionamentos. Esse difícil dilema é chamado de espada de dois gumes da masculinidade por alguns pesquisadores.
Hensel e colegas conduziram um estudo com 387 participantes do sexo feminino com idades entre 14 e 17 anos e descobriram que conforme as meninas ficavam mais velhas (e aprendiam mais sobre seu autoconceito sexual), elas sentiam menos ansiedade, maior conforto com a sexualidade e vivenciavam mais situações de atividade sexual. Além disso, ao longo dos quatro anos (de 14 a 17), a autoestima sexual aumentou e a ansiedade sexual diminuiu. Os pesquisadores afirmaram que isso pode indicar que quanto mais experiências sexuais as adolescentes têm, mais confiança elas têm em seu comportamento sexual e sexualidade. Além disso, pode significar que para as meninas que ainda não tiveram relações sexuais, elas se tornam mais confiantes e prontas para participar de um encontro pela primeira vez. Os pesquisadores afirmam que esses padrões indicam que o comportamento sexual do adolescente não é esporádico e impulsivo, ao invés disso, é fortemente afetado pelo autoconceito sexual das adolescentes e muda e se expande com o tempo.

## Educação sexual
Educação sexual, também chamada de "Educação em Sexualidade" ou informalmente "Educação Sexual", é educação sobre anatomia sexual humana, reprodução sexual, relações sexuais, comportamento sexual humano e outros aspectos da sexualidade, como imagem corporal, orientação sexual, namoro e relacionamentos . Os caminhos comuns para a educação sexual são os pais, cuidadores, amigos, programas escolares, grupos religiosos, mídia popular e campanhas de saúde pública.
A educação sexual nem sempre é ensinada da mesma forma em todos os países. Por exemplo, na França, a educação sexual faz parte do currículo escolar desde 1973. Espera-se que as escolas forneçam de 30 a 40 horas de educação sexual e distribuam preservativos aos alunos da oitava e nona série. Em janeiro de 2000, o governo francês lançou uma campanha de informação sobre contracepção com anúncios de TV e rádio e a distribuição de cinco milhões de folhetos sobre contracepção para estudantes do ensino médio.
Na Alemanha, a educação sexual faz parte do currículo escolar desde 1970. Desde 1992, a educação sexual é, por lei, um dever governamental. Uma pesquisa da Organização Mundial de Saúde sobre os hábitos dos adolescentes europeus em 2006 revelou que os adolescentes alemães se preocupam com a contracepção. A taxa de natalidade entre alemães de 15 a 19 anos é de 11,7 por 1.000 habitantes, em comparação com 2,9 por 1.000 habitantes na Coreia e 55,6 por 1.000 habitantes nos EUA.
De acordo com o SIECUS, o Conselho de Informação e Educação em Sexualidade dos Estados Unidos, na maioria das famílias, os pais são os principais educadores sexuais de seus adolescentes. Eles descobriram que 93% dos adultos entrevistados apóiam a educação sexual no ensino médio e 84% a apóiam no ensino fundamental. Na verdade, 88% dos pais de alunos do ensino fundamental e 80% dos pais de alunos do ensino médio acreditam que a educação sexual na escola torna mais fácil para eles falarem com seus adolescentes sobre sexo. Além disso, 92% dos adolescentes relatam que desejam conversar com seus pais sobre sexo e ter uma educação sexual abrangente na escola.
Na América, os estudantes americanos não apenas recebem educação sexual na escola ou em programas religiosos, mas também são educados por seus pais. Os pais americanos são menos propensos a influenciar as experiências sexuais reais de seus filhos do que simplesmente dizer a eles o que não devem fazer. Eles promovem a abstinência enquanto educam seus filhos com coisas que podem fazer seus adolescentes não quererem se envolver em atividades sexuais .
Quase todos os estudantes americanos recebem alguma forma de educação sexual pelo menos uma vez entre a 7ª e a 12ª série; muitas escolas começam a abordar alguns tópicos já na 5ª ou 6ª série. No entanto, o que os alunos aprendem varia muito, porque as decisões curriculares são bastante descentralizadas. Duas formas principais de educação sexual são ensinadas nas escolas americanas: abrangente e somente para abstinência . Um estudo de 2002 conduzido pela Kaiser Family Foundation descobriu que 58% dos diretores de escolas secundárias descrevem seu currículo de educação sexual como abrangente, enquanto 34% disseram que a mensagem principal de sua escola era a abstinência.  A diferença entre essas duas abordagens e seu impacto no comportamento dos adolescentes permanece um assunto controverso nos EUA. Alguns estudos mostraram que os programas de abstinência não têm efeitos positivos. Outros estudos mostraram que programas específicos resultam em mais de 2/3 dos alunos sustentando que permanecerão abstinentes até meses de casamento após a conclusão de tal programa; essas promessas de virgindade, no entanto, são estatisticamente ineficazes, e mais de 95% dos americanos fazem, de fato, sexo antes do casamento.
Na Ásia, os programas de educação sexual estão em vários estágios de desenvolvimento. Indonésia, Mongólia, Coreia do Sul e Sri Lanka têm uma estrutura política sistemática para ensinar sobre sexo nas escolas. A Malásia, as Filipinas e a Tailândia avaliaram as necessidades de saúde reprodutiva dos adolescentes com o objetivo de desenvolver treinamento, mensagens e materiais específicos para adolescentes. A Índia tem programas voltados especificamente para crianças em idade escolar na faixa etária de nove a dezesseis anos. Estas são incluídas como disciplinas no currículo e geralmente envolvem uma interação aberta e franca com os professores. Bangladesh, Nepal e Paquistão não têm programas coordenados de educação sexual.
Alguns educadores defendem a opinião de que sexualidade é equiparada à violência. Esses educadores acham que não falar sobre sexualidade diminuirá o índice de sexualidade adolescente. No entanto, descobriu-se que não ter acesso à educação sexual tem efeitos negativos sobre os alunos, especialmente grupos como meninas adolescentes que vêm de famílias de baixa renda. Não receber educação sobre saúde sexual adequada aumenta as taxas de gravidez na adolescência, vitimização sexual e abandono escolar. Os pesquisadores afirmam que é importante educar os alunos sobre todos os aspectos da sexualidade e saúde sexual para reduzir o risco desses problemas.
A visão de que sexualidade é vitimização ensina as meninas a terem cuidado para não serem vítimas sexualmente e aproveitadas. Educadores que defendem essa perspectiva encorajam a educação sexual, mas se concentram em ensinar as meninas como dizer não, ensinando-as sobre os riscos de serem vítimas e educando-as sobre os riscos e doenças de serem sexualmente ativas. Essa perspectiva ensina aos adolescentes que os meninos são predadores e que as meninas são vítimas de vitimização sexual. Os pesquisadores afirmam que essa perspectiva não aborda a existência de desejo nas meninas, não aborda as variáveis sociais que influenciam a violência sexual e ensina as meninas a ver o sexo como perigoso apenas antes do casamento. Na realidade, a violência sexual também pode ser muito prevalente nos casamentos.
Outra perspectiva inclui a ideia de que sexualidade é moralidade individual; isso incentiva as meninas a tomarem suas próprias decisões, desde que sua decisão seja dizer não ao sexo antes do casamento. Essa educação incentiva o autocontrole e a castidade.
Por último, a perspectiva da educação sexual do discurso do desejo é muito rara nas escolas de ensino médio dos Estados Unidos. Essa perspectiva estimula o adolescente a aprender mais sobre seus desejos, obtendo prazer e sentindo-se confiante em sua sexualidade. Os pesquisadores afirmam que essa visão empoderaria as meninas porque colocaria menos ênfase nelas como vítimas e as encorajaria a ter mais controle sobre sua sexualidade.
A pesquisa sobre como os estereótipos de gênero afetam a sexualidade adolescente é importante porque os pesquisadores acreditam que pode mostrar aos educadores de saúde sexual como eles podem melhorar sua programação para atender com mais precisão às necessidades dos adolescentes. Por exemplo, estudos mostraram como a ideia socialmente construída de que as meninas "deveriam" não se interessar por sexo na verdade tornou mais difícil para as meninas serem ouvidas quando desejam fazer sexo seguro. Ao mesmo tempo, os educadores sexuais continuamente dizem às meninas para fazerem escolhas que as levem a sexo mais seguro, mas nem sempre dizem "como" devem fazer isso. Instâncias como essas mostram as dificuldades que podem surgir por não explorar como a perspectiva de gênero e sexualidade da sociedade afeta a sexualidade adolescente.

## Maturidade cerebral
Estudos de imagem cerebral e correlação comportamental em adolescentes que os caracterizam como imaturos têm sido criticados por não serem causais, possivelmente reafirmando preconceitos culturais . Robert Epstein argumenta que a "turbulência adolescente", que é atribuída a diferenças na estrutura e função do cérebro entre adolescentes e adultos, é um fenômeno ocidental relativamente recente que está amplamente ausente nas sociedades pré-industriais e é um resultado da infantilização dos adolescentes ao invés de inerente diferenças cerebrais. Se tal incompetência e irresponsabilidade fossem realmente o resultado de diferenças cerebrais inerentes, ele raciocina, então estariam presentes em todas as sociedades e culturas.

## Pesquisa histórica
Em 1988, dois pesquisadores da Universidade da Carolina do Norte, Ronald Rindfuss e J. Richard Udry, enviaram uma proposta ao Instituto Nacional de Saúde Infantil e Desenvolvimento Humano (NICHD) para estudar os comportamentos de risco relacionados à saúde de adolescentes. O estudo teve como objetivo coletar dados sobre os padrões de comportamento sexual dos adolescentes que podem expor os adolescentes a doenças sexualmente transmissíveis. Os pesquisadores planejaram o estudo para coletar dados em uma amostra nacional de 24.000 jovens da sétima à 11ª série. O American Teen Study foi inicialmente aprovado pelo Conselho Consultivo Nacional do NICHD e por outros funcionários do NICHD, concedendo ao estudo um financiamento de até $ 2,5 milhões para o primeiro ano, começando em maio de 1991.
Um mês após a data de início da aprovação do estudo, o secretário Louis Sullivan de Saúde e Serviços Humanos (HHS) cancelou a pesquisa após ter sido questionado e repreendido por aqueles que não acreditavam que a pesquisa sobre comportamentos sexuais de adolescentes seria benéfica. De acordo com Charrow (1991), esta pode ter sido a primeira vez que um montante de financiamento concedido anteriormente foi revogado. O American Teen Study procurou revelar a importância de investigar os comportamentos de risco relacionados à saúde dos jovens, reunindo dados em vários contextos sociais, como em casa e na escola. Inúmeros críticos condenaram o estudo, insistindo que a questão dos comportamentos sexuais de adolescentes havia sido estudada excessivamente.
Center for Disease control (1991) mostra que a idade da primeira relação sexual para meninas americanas começou a diminuir de 1985-1989. O número de adolescentes de Massachusetts que relataram ter relações sexuais aumentou de 55% para 61% entre os anos de 1986-1988. Além disso, constatou-se que o uso de preservativos por adolescentes pode diminuir quando eles têm múltiplos parceiros sexuais. Os autores (1993) afirmam que a teoria matemática das epidemias revela dois fatores sobre o aumento da taxa de infecções durante uma epidemia: o primeiro é a probabilidade de uma pessoa não infectada contrair sida de uma pessoa infectada. A transmissão de uma doença sexualmente transmissível, como o HIV, dependerá do comportamento sexual dos indivíduos, de suas práticas de segurança pessoal ao manter relações sexuais e da frequência com que entram em contato com parceiros sexuais.
O segundo fator é o número de indivíduos não infectados que estão na população. No início de uma epidemia, uma doença sexualmente transmissível se espalha quando o parceiro não infectado de uma pessoa infectada torna-se altamente sexualmente ativo na população, levando a um aumento na quantidade de infectados. À medida que a população se torna mais infectada, uma pessoa infectada terá menos probabilidade de encontrar outra não infectada, levando a uma redução de novas infecções. No entanto, embora a taxa de novas infecções de HIV entre gays mais velhos tenha diminuído, é perigoso dizer que o mesmo padrão foi observado para adolescentes gays. Da mesma forma, os dados sugerem que os adolescentes heterossexuais também praticam sexo anal, o que pode levar a um aumento no número de pessoas infectadas. 10% das mulheres em um centro de planejamento para adolescentes, 19% das estudantes universitárias canadenses e 25% das mulheres negras e hispânicas em um centro de planejamento familiar relataram ter relações sexuais anais com seus parceiros.
As estatísticas sugerem que há uma necessidade crescente de pesquisas sobre os comportamentos sexuais de risco de adolescentes. A pesquisa atual sobre comportamentos sexuais de risco em adolescentes carece de três condições fundamentais que forneceriam dados suficientes e generalizáveis sobre os comportamentos sexuais atuais dos adolescentes. A primeira é que os estudos de pesquisa precisam ter grandes amostras e desenhos completos para cobrir as diversas populações de adolescentes que variam de vários gêneros, orientações sexuais, etnias, raças e culturas. Em segundo lugar, é necessário que haja pesquisas que estudem a interação entre vários contextos sociais, como andar de carro para se divertir e comportamentos sexuais de adolescentes que deixam os jovens suscetíveis a ter relações sexuais. Por último, seriam necessários estudos longitudinais repetidos sobre os comportamentos sexuais dos adolescentes, uma vez que os comportamentos estão em constante mudança e podem estar abertos a diferentes interpretações.
O American Teen Study teria sido utilizado para conduzir o tipo de pesquisa que seria necessária para investigar a taxa crescente de doenças sexualmente transmissíveis entre adolescentes. Os autores (1993) sugerem que o cancelamento do The American Teen Study foi politicamente motivado, como evidenciado pela rejeição precipitada de Louis Sullivan do estudo, sem fornecer um raciocínio adequado para o motivo pelo qual o estudo não deveria ter ocorrido. Sem os dados do estudo, pode ser difícil para os cientistas monitorar a disseminação de doenças sexualmente transmissíveis, como o HIV, e desenvolver técnicas para diminuir a taxa crescente de infecções.